# Refluxo (química)

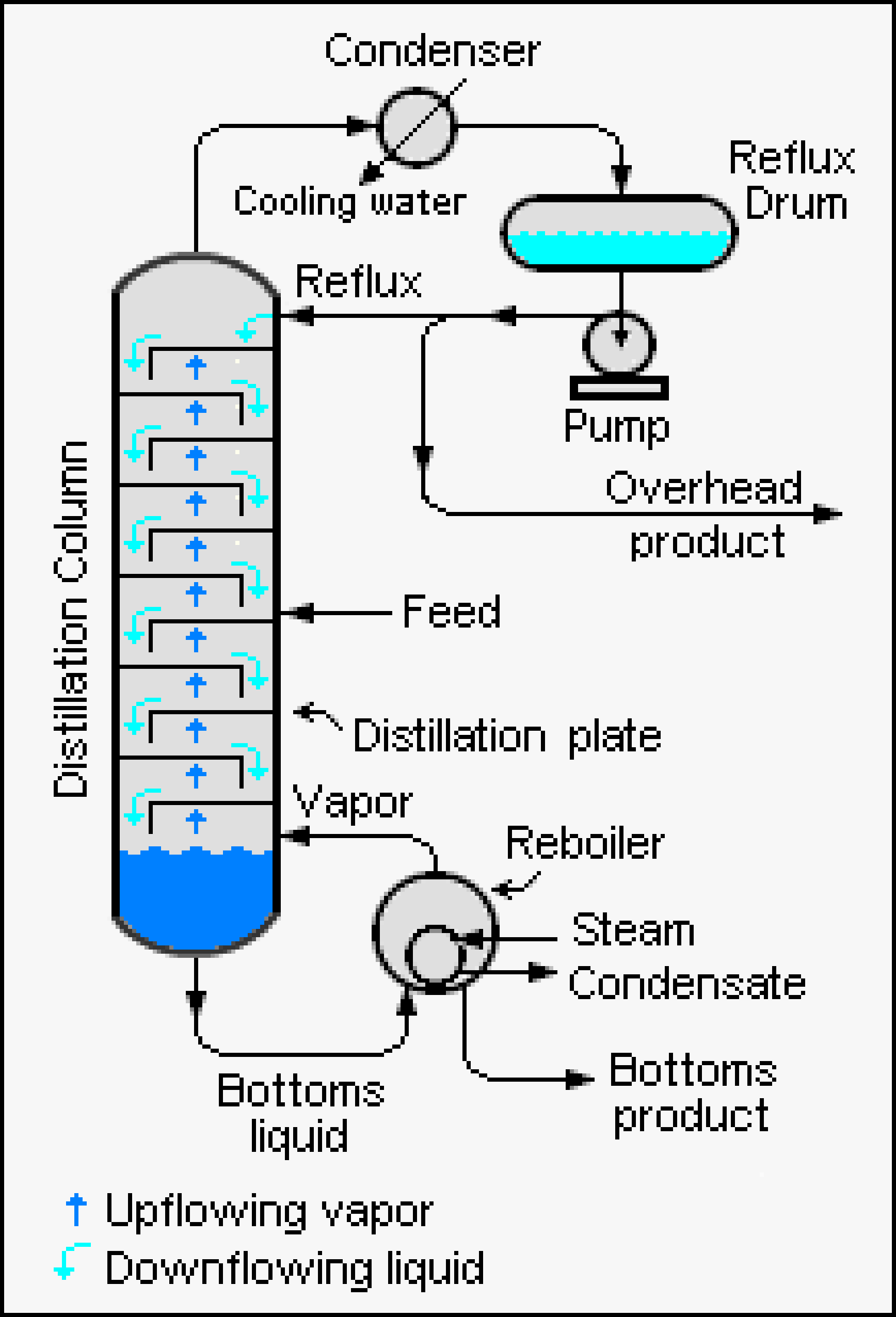
O sistema de refluxo em uma coluna de destilação industrial típica

O refluxo é uma técnica que envolve a condensação de vapores e o retorno desse condensado ao sistema de onde se originou. É usado em destilações industriais e laboratoriais. Também é usado em química para fornecer energia para reações durante um longo período de tempo.

## Refluxo na destilação industrial
O termo refluxo é amplamente utilizado em indústrias que utilizam colunas de destilação e fracionadores em larga escala, como refinarias de petróleo, plantas petroquímicas e químicas e plantas de processamento de gás natural.
Nesse contexto, o refluxo refere-se à porção do produto líquido superior de uma coluna de destilação ou fracionador que retorna à parte superior da coluna, conforme mostrado no diagrama esquemático de uma coluna de destilação industrial típica. Dentro da coluna, o líquido de refluxo descendente fornece resfriamento e condensação dos vapores ascendentes, aumentando assim a eficiência da coluna de destilação.
Quanto mais refluxo fornecido para um determinado número de placas teóricas, melhor é a separação da coluna de materiais de baixo ponto de ebulição de materiais de alto ponto de ebulição. Inversamente, para uma determinada separação desejada, quanto mais refluxo for fornecido, menos placas teóricas serão necessárias.

## Galeria
- O tolueno é submetido a refluxo com dessecante de sódio — benzofenona antes de ser destilado para fornecer tolueno puro sem oxigênio e sem água
- Colunas de fracionamento industriais todas as quais usam refluxo
- Aparelho de síntese orgânica usando refluxo